# Theophrastus
Theophrastus van Eresus (Oudgrieks: Θεόφραστος, Theophrastos), met zijn eigenlijke naam Tyrtamos (Τύρταμος) (Eresos, 371/0 – 287/6 v.Chr.) was een Grieks geleerde, schrijver en filosoof. Hij kwam van het eiland Lesbos, was een leerling van Aristoteles en volgde hem op aan het hoofd van het Lykeion. Als scholarch van 323 v.Chr. tot vlak vóór zijn dood bracht hij de Peripatetische School tot grote bloei. Van zijn enorme en veelzijdige productie is niet veel meer dan botanisch werk en een boekje Karakterschetsen bewaard gebleven.

## Leven
Als zoon van de viltmaker Melantas kon Theophrastus filosofie studeren bij Alkippos. Op een onbekend tijdstip verliet hij het eiland Lesbos van zijn geboorte: om politieke redenen en ook om zich te vervolmaken in de filosofie trok hij naar Athene. Daar studeerde hij eerst onder Plato en vervolgens onder Aristoteles, aan wie hij zijn eervolle bijnaam dankt (van Θεός 'God' en φράσω 'mededelen', dus wijzend op goddelijke welsprekendheid). Van 347 tot 335 v.Chr., terwijl Aristoteles in dienst was van Alexander de Grote, keerde hij blijkbaar naar Lesbos terug. Daarna ging hij opnieuw naar Athene. In 323 v.Chr. kreeg hij de leiding over het Lykeion, die hij meer dan 35 jaar lang uitoefende. Tegen de tweeduizend leerlingen volgden zijn lessen. Hij was niet getrouwd en had geen kinderen. Er wordt melding gemaakt van een verliefdheid op Aristoteles' zoon Nikomachos. Kort voor zijn dood – hij liep toen tegen de 85 – beklaagde hij zich erover dat een mensenleven veel te kort was om alle problemen te doorgronden. In zijn testament, waarvan de tekst tot ons is gekomen, gaf hij opdracht hem te begraven in de tuin van het Lykeion, die hij steeds met liefde had verzorgd en waar hij veel waarnemingen moet hebben gedaan.

## Werk
Evenals zijn leermeester Aristoteles was Theophrastus een universeel geleerde die zich met vele takken van wetenschap bezighield. Hij was bedrijvig zowel in de humane wetenschappen (retorica, literatuurwetenschap, wetgeving, geschiedenis en poëziestudie), als in de exacte wetenschappen (kosmologie, meteorologie, natuurkunde, scheikunde en biologie). Een duidelijke grens werd tussen die twee toen nog niet getrokken, waardoor deze oplijsting eclectisch kan lijken.
Ook schreef hij over muziek en metafysica. Hij wordt als één der eerste botanici beschouwd. Ook zijn van hem in een verhandeling over voortekenen van het weer de oudste weerspreuken bekend. Plinius de Oudere (1e eeuw n.Chr.) vermeldt hem enkele keren in zijn Historia naturalis.

Historia plantarum, 1549

Volgens Diogenes Laërtius (Leven en leer van beroemde filosofen, 5.42-50) besloeg Theophrastus' oeuvre meer dan 220 titels of 232.808 regels. Veel daarvan komen overeen met die van Aristoteles, tegen wie hij geregeld inging. Verreweg het grootste deel van zijn talrijke geschriften ging verloren of is slechts fragmentarisch bewaard. Zijn werk over de Ionische natuurfilosofie legde de grondslag voor latere studies over de geschiedenis van de filosofie. Volledig bewaard zijn drie waardevolle werken: twee over plantkunde en een bundel Karakters. Verschillende passages van zijn Vroomheid (Περὶ εὐσεβείας) overleven in boek 2 van Over de onthouding van dierlijk voedsel. Voorts zijn fragmenten van Over de stenen, Over de winden en Over vuur overgeleverd.

### Plantkunde
De botanische werken van Theophrastus zijn in de 15e eeuw uit het Grieks in het Latijn vertaald door Theodorus Gaza: De causis plantarum ('Over de oorzaak van de planten', zes boeken) en De historia plantarum (negen boeken). Ze worden nu als zijn belangrijkste boeken beschouwd. Theophrastus wordt weleens de vader van de plantkunde genoemd. Hij beschreef 480 groepen planten, die hij indeelde op basis van veelal morfologische kenmerken. Heel erg opvallend was dat hij de kelk- en kroonbladeren interpreteerde als gemodificeerde bladeren. Deze veronderstelling bleek meer dan twee millennia later juist te zijn. Enkele plantengeslachten die beschreven werden door Theophrastus zijn Crataegus, Daucus, Asparagus en Narcissus. De oorspronkelijke Griekse manuscripten zijn later verloren gegaan. Het is dus onmogelijk na te gaan wat Theophrastus zelf geschreven heeft.

### Karakterstudies
Een bekend werk van hem uit een heel ander genre is Karakters. Theophrastus zet hierin dertig stereotiepe karakterschetsen neer. Deze geven uitsluitend een negatief beeld van verschillende karaktertypen aan de hand van een korte omschrijving en voorbeelden. Dit werk vond vanaf de 17e eeuw veel navolging in Europa, onder meer door de Fransman La Bruyère (Les Caractères), in Engeland Sir Thomas Overbury (Characters, 1614), in de Zuidelijke Nederlanden Richard Verstegen (Scherpsinnighe characteren, 1619, 1622), en in de Noordelijke Nederlanden Constantijn Huygens (Zedeprinten, 1624).

### Vroomheid, dierenoffers en vegetarisme
Het verloren werk Vroomheid (Περὶ εὐσεβείας) van Theophrastus valt voor een goed deel te reconstrueren dankzij Over de onthouding van dierlijk voedsel van de neoplatonist Porphyrius. Het was de hoofdbron van de hoofdstukken 5 tot 32 in boek 2, zoals Jacob Bernays in 1866 aantoonde. In het werk betoogde Theophrastus dat dierenoffers onrechtvaardig waren, waarmee hij feitelijk zei dat de meeste van zijn tijdgenoten zich onrechtmatig gedroegen. Ter ondersteuning ontvouwde hij een evolutietheorie van het offer, waarin de offerpraktijk van Pythagoras en de Pythagoreërs een belangrijk element was. Anders dan zijn leermeester en vriend Aristoteles, die beweerde dat mensen niets gemeen hebben met dieren en er daarom tussen hen geen vriendschap of rechtvaardigheid kan bestaan, zag Theophrastus dieren als bezielde wezens die een lichamelijke én geestelijke verwantschap (οἰκεῖα) hebben met de mens. In een beroemd fragment schetste hij de uitdeinende cirkels van verwantschap: kinderen van dezelfde ouders en voorouders, medeburgers, Grieken, barbaren, alle mensen en uiteindelijk ook alle dieren. De ziel van dieren was voor hem niet fundamenteel anders dan de menselijke, waarmee hij doelde op overeenkomsten in lusten en woede, in denken en bovenal in waarnemen (voelen). Tegelijk erkende hij dat dieren geen rede (λόγος) hadden, maar dit was ook niet nodig om aanspraak te kunnen maken op een rechtvaardige behandeling. Daarom kantte hij zich tegen de dierenoffers die in zijn tijd fundamenteel waren voor de gemeenschap. Voor hem was het offeren van dierenlevens schadelijk en onrechtvaardig, terwijl planten om verschillende redenen wel geschikt offermateriaal waren. Aangezien offermaaltijden het voornaamste kanaal van vleesconsumptie waren en hij het aanraken van dergelijk vlees verbood, kan vermoed worden dat hij vegetariër was.

## Middeleeuwen
Gedurende de Middeleeuwen wordt Theophrastus – ook wel gespeld als Theophrasius – opgevoerd als een persoon met auctoritas op het terrein van de ondeugden van het vrouwelijk geslacht, bijvoorbeeld in Le livre de la cité des dames van Christine de Pisan (ca. 1364-ca. 1430), boek 2, hoofdstuk 13, waarin hij het huwelijk ernstig afraadt. Er is grond om aan te nemen dat Theophrastus, of aan hem toegeschreven uitspraken, gecompileerd is in aforismenbundels die door laatmiddeleeuwse predikers gebruikt werden om hun soms uren durende preken te kruiden met pikante oneliners.
In het traktaat Dat bedroch der vrouwen, (tussen 1528 en 1531) samengesteld en gedrukt door Jan van Doesborch, maar alleen bewaard gebleven in een vermoedelijk ongewijzigde herdruk uit omstreeks 1532 van zijn compagnon en opvolger Jan Berntszoon uit Utrecht, wordt Theophrastus te midden van andere grootheden als Ambrosius en Hiëronymus opgevoerd als gezaghebbend vrouwenkenner, en wordt hem het volgende in de mond gelegd:
Theophrasius: vraecht [men] oft een wijs man sal trouwen een huysvrouwe, ende daerop hy seyt:
- Is een vrouwe schoon, van goeden zeeden ende manieren. Is se van goeden eerbaren ouders. Is se gesont ende rijck, soo mach se een wijs man trouwen. Maer verhaelt terstont:
- Luttel sulcker vrouwen vint men in die bruyloften, maer wel dieghene die alle nacht kijven ende clagen, seggende:
 'Dees gaet proper ende wel gecleet, ende ic ga als een arm slave.'
 'Waerom saechdi op ons ghebuerwijf?'
 'Wat hebdy te spreken met die maecht?'
- Een vrouwe trect uut haer schaemte als si uut trect haer cleederen.

## Voetnoten
1. ↑  Theophrastos, Karakterschetsen, vert. Hein L. van Dolen, 1991, p. 1
2. ↑  (en) Fortenbaugh, W.. Brill's New Pauly. Brill.
3. ↑  H.C.D. de Wit, Ontwikkelingsgeschiedenis van de biologie, vol. 1, 1982, p. 66
4. ↑  Stefan Schorn, "Theophrastus' Over Vroomheid en de discussie over het Pythagoreïsche offer in de vroege Peripatos" in: Kleio. Tijdschrift voor Oude Talen en Antieke Cultuur, 2022, p. 1-12
5. ↑  Ethica Nicomachea VIII 11
6. ↑  Porfyrios, De abstinentia, 3.25: λέγω δὴ ταῖς ἐπιθυμίαις καὶ ταῖς ὀργαῖς, ἔτι δὲ τοῖς λογισμοῖς, καὶ μάλιστα πάντων ταῖς αἰσθήσεσιν.
7. ↑  Richard Sorabji, "Is Theophrastus a Significant Philosopher?" in: Johannes Max van Ophuijsen en Marlein Van Raalte (red.), Theophrastus. Reappraising the Sources, 2007, p. 216

- Bibsys: 90217993
- Biblioteca Nacional de Chile: 000045155
- Biblioteca Nacional de España: XX907112
- Bibliothèque nationale de France: cb118876987 (data)
- Author citation (botany): Theophr.
- Catàleg d'autoritats de noms i títols de Catalunya: 981058515126106706
- CiNii: DA01434811
- Gemeinsame Normdatei: 118621793
- International Standard Name Identifier: 0000 0003 9865 0994
- Library of Congress Control Number: n79108364
- Nationale Bibliotheek van Letland: 000045101
- Bibliotheek van het Japanse parlement: 00476092
- Nationale Bibliotheek van Tsjechië: jn19981002210
- Nationale bibliotheek van Australië: 35545448
- Nationale Bibliotheek van Israël: 987007268988405171
- Nationale Bibliotheek van Polen: a0000001185318
- Nationale en Universitaire bibliotheek Zagreb: 000038356
- Nederlandse Thesaurus van Auteursnamen: 069343276
- Istituto Centrale per il Catalogo Unico: CFIV081395
- LIBRIS: 96547
- Système universitaire de documentation: 026672685
- Trove: 990984
- Virtual International Authority File: 265397758
- WorldCat: E39PCjHMPwWPFrXtYCyDr3m9Tb